# Diocesi di Bilbao
La diocesi di Bilbao (in latino Dioecesis Flaviobrigensis) è una sede della Chiesa cattolica in Spagna suffraganea dell'arcidiocesi di Burgos. Nel 2023 contava 998.000 battezzati su 1.139.000 abitanti. È retta dal vescovo Joseba Segura Etxezarraga.

## Territorio
La diocesi comprende la provincia di Biscaglia (ad eccezione dell'enclave di Orduña che appartiene alla diocesi di Vitoria) e il municipio di Villaverde de Trucíos, che si trova in Cantabria.
Sede vescovile è città di Bilbao, dove si trova la cattedrale di San Giacomo.
Il territorio si estende su 2.193 km² ed è suddiviso in 306 parrocchie, raggruppate in 7 vicariati.

## Storia
La diocesi è stata eretta il 2 novembre 1949 con la bolla Quo commodius di papa Pio XII, ricavandone il territorio dalle diocesi di Santander e di Vitoria.
Il nome latino della diocesi deriva dall'ipotesi, ritenuta oggi poco probabile, che Bilbao occupi il sito dell'antica Colonia Flaviobrigensium.

## Cronotassi dei vescovi
Si omettono i periodi di sede vacante non superiori ai 2 anni o non storicamente accertati.
- Casimiro Morcillo González † (13 maggio 1950 - 21 settembre 1955 nominato arcivescovo di Saragozza)
- Pablo Gúrpide Beope † (19 dicembre 1955 - 18 novembre 1968 deceduto)
  - Sede vacante (1968-1971)
- Antonio Añoveros Ataún † (3 dicembre 1971 - 25 settembre 1978 dimesso)
- Luis María de Larrea y Legarreta † (16 febbraio 1979 - 8 settembre 1995 ritirato)
- Ricardo Blázquez Pérez (8 settembre 1995 - 13 marzo 2010 nominato arcivescovo di Valladolid)
- Mario Iceta Gavicagogeascoa (24 agosto 2010 - 6 ottobre 2020 nominato arcivescovo di Burgos)
- Joseba Segura Etxezarraga, dall'11 maggio 2021

## Statistiche
La diocesi nel 2023 su una popolazione di 1.139.000 persone contava 998.000 battezzati, corrispondenti all'87,6% del totale.
| anno | popolazione | popolazione | popolazione | presbiteri | presbiteri | presbiteri | presbiteri                | diaconi | religiosi | religiosi | parrocchie |
| anno | battezzati  | totale      | %           | numero     | secolari   | regolari   | battezzati per presbitero | diaconi | uomini    | donne     | parrocchie |
| ---- | ----------- | ----------- | ----------- | ---------- | ---------- | ---------- | ------------------------- | ------- | --------- | --------- | ---------- |
| 1950 | 549.960     | 550.160     | 100,0       | 954        | 704        | 250        | 576                       |         | ?         | ?         | 213        |
| 1959 | 718.187     | 718.710     | 99,9        | 1.197      | 795        | 402        | 599                       |         | 1.019     | 3.311     | 245        |
| 1969 | ?           | 1.000.396   | ?           | 1.303      | 799        | 504        | ?                         |         | 1.210     | 3.452     | 232        |
| 1980 | 1.203.502   | 1.229.000   | 97,9        | 1.220      | 720        | 500        | 986                       |         | 850       | 3.900     | 300        |
| 1990 | 1.100.000   | 1.185.270   | 92,8        | 976        | 496        | 480        | 1.127                     |         | 896       | 2.450     | 300        |
| 1999 | 1.000.000   | 1.150.000   | 87,0        | 955        | 438        | 517        | 1.047                     | 4       | 716       | 1.611     | 299        |
| 2000 | 1.000.000   | 1.141.407   | 87,6        | 952        | 427        | 525        | 1.050                     | 4       | 724       | 1.525     | 299        |
| 2001 | 1.000.000   | 1.141.390   | 87,6        | 945        | 420        | 525        | 1.058                     | 4       | 720       | 1.525     | 298        |
| 2002 | 1.000.000   | 1.139.012   | 87,8        | 926        | 401        | 525        | 1.079                     | 4       | 719       | 1.525     | 298        |
| 2003 | 1.000.000   | 1.133.444   | 88,2        | 885        | 385        | 500        | 1.129                     | 4       | 669       | 1.525     | 297        |
| 2004 | 1.000.000   | 1.129.805   | 88,5        | 819        | 369        | 450        | 1.221                     | 4       | 569       | 1.620     | 297        |
| 2006 | 1.006.197   | 1.136.181   | 88,6        | 780        | 360        | 420        | 1.289                     | 1       | 506       | 1.310     | 298        |
| 2012 | 1.146.400   | 1.172.900   | 97,7        | 655        | 308        | 347        | 1.750                     | 4       | 447       | 1.155     | 298        |
| 2015 | 1.109.887   | 1.144.214   | 97,0        | 565        | 278        | 287        | 1.964                     | 6       | 379       | 996       | 297        |
| 2018 | 1.088.672   | 1.134.034   | 96,0        | 507        | 272        | 235        | 2.147                     | 8       | 361       | 917       | 296        |
| 2020 | 1.000.838   | 1.142.853   | 87,6        | 469        | 249        | 220        | 2.133                     | 8       | 346       | 907       | 295        |
| 2022 | 1.002.000   | 1.144.000   | 87,6        | 426        | 226        | 200        | 2.352                     | 9       | 327       | 887       | 292        |
| 2023 | 998.000     | 1.139.000   | 87,6        | 401        | 212        | 189        | 2.488                     | 9       | 315       | 821       | 306        |